# Öwez Koçumow
Öwez Aşirowiç Koçumow, ros. Овез Аширович Кочумов, Owiez Aszirowicz Koczumow (ur. 7 lutego 1931, Turkmeńska SRR; zm. 2013, Turkmenistan) – turkmeński piłkarz, grający na pozycji obrońcy, trener i sędzia piłkarski. Był honorowym przewodniczącym Związku Piłki Nożnej Turkmenistanu, został odznaczony Orderem FIFA.

## Kariera klubowa
W 1948 rozpoczął karierę piłkarską w klubie Spartak Aszchabad, który potem zmienił nazwę na Kolhozçi. W 1956 roku zakończył karierę piłkarza.

## Kariera trenerska
Po zakończeniu kariery piłkarza rozpoczął pracę szkoleniowca. Najpierw pomagał trenować piłkarzy rodzimego klubu, który już nazywał się Stroitel. W 1970 do czerwca prowadził klub z Aszchabadu. Potem pracował na stanowisku Przewodniczącego Związku Piłki Nożnej Turkmenistanu, był również jednym z pierwszych ludzi, którzy założyli podwaliny piłki nożnej w Turkmenistanie.

## Kariera sędziowska
Jako arbiter kategorii krajowej w latach 1971–1978 sędziował 4 mecze piłkarskie Mistrzostw i Pucharu ZSRR jako główny arbiter. Jako sędzia liniowy obsługiwał 7 meczów. 

## Sukcesy i odznaczenia

### Odznaczenia
- tytuł Zasłużonego Trenera Turkmenistanu
- Order FIFA